# John Vaughan, 3. grof Carberyski
John Vaughan, 3. grof Carberyjski, angleški politik in znanstvenik, * 1639, † 12. januar 1713.
Med letoma 1686 in 1689 je bil predsednik Kraljeve družbe in med letoma 1675 in 1678 guverner Jamajke.